# Mudcat Grant
Pour les articles homonymes, voir Grant.
James Timothy Grant, surnommé Mudcat (né le 13 août 1935 à Lacoochee, Floride, États-Unis et mort le 12 juin 2021 à Los Angeles) est un ancien lanceur des Ligues majeures de baseball. Il y a joué de 1958 à 1971, portant les couleurs de sept équipes.

## Carrière
Mudcat Grant signe comme agent libre avec les Indians de Cleveland en 1954 et amorce sa carrière dans les Ligues majeures en 1958.
Il est utilisé dans le rôle de lanceur partant pendant la majeure partie de sa carrière, puis dans un rôle de releveur à partir de 1969. Il compte sept saisons de 10 victoires ou plus, une de 15 victoires, et une de plus de 20 victoires. En 1965, alors avec les Twins du Minnesota, il domine la Ligue américaine avec 21 gains, contre 7 revers. Il est aussi premier pour les blanchissages, avec 6. Cette même année, il effectue trois départs en Série mondiale (perdue par les Twins face aux Dodgers de Los Angeles) et remporte deux victoires contre une défaite. Dans le match #6, remporté 5-1 par Minnesota, Grant lance un match complet en plus d'aider sa cause au bâton en frappant un coup de circuit en sixième manche.
Grant a joué pour les Indians de 1958 à 1964 et pour les Twins de 1964 à 1968. Il s'est par la suite aligné pour les Dodgers de Los Angeles (1968), les Expos de Montréal (1969), les Cardinals de Saint-Louis (1969), les Athletics d'Oakland (1970) et les Pirates de Pittsburgh (1970-1971) avant de terminer sa carrière par un dernier bref séjour à Oakland à la fin de la saison 1971. 
Le 8 avril 1969, Mudcat Grant est le lanceur partant des Expos de Montréal lors du tout premier match de l'histoire de la franchise. La partie a lieu au Shea Stadium de New York face aux Mets, mais le droitier ne dure qu'une manche et un tiers. Il quitte après avoir accordé six coups sûrs et trois points mérités. Les Expos remportent tout de même leur premier match, 11-10.
En 571 parties jouées, dont 293 départs, Grant a lancé 2441 manches et deux tiers, présentant une moyenne de points mérités de 3,63. Il a remporté 145 victoires, encaissé 119 défaites, sauvegardé 53 matchs en relève et enregistré 1267 retraits sur des prises.